# Vinska mušica
Vinska mušica (lat. Drosophila melanogaster) je insekt porodice Drosophilidae, reda dvokrilaca (Diptera). Ova vrsta je opšte poznata kao obična vinska mušica (mada netačno) ili vinska mušica. Počevši od predloga Čarlsa Vudvorta da se ova vrsta koristi kao model organizam, D. melanogaster je ušla i zadržala se u širokoj upotrebi u biološkim istraživanjima u poljima genetike, fiziologije, mikrobne patogeneze, i teorije istorije evolucije. Do 2017. godine je osam Nobelovih nagrada bilo dodeljeno za istraživanja u kojima je korištena Drosophila.
Rašireno je korišćenje D. melanogaster u istraživanjima, jer se može lako uzgajati u laboratorijskim uslovima, ima samo četiri para hromozoma, brzo se razmnožava, i nosi veliki broj jaja. Njen geografski opseg obuhvata sve kontinente, i brojna ostrva. D. melanogaster je štetočina u domovima, restoranima i drugim mestima gde se poslužuje hrana.

## Opis
Voćna mušica je neugledni, sitni dvokrilni insekt, koji obično živi na trulom voću, povrću i ostalim podlogama u kojima se odvijaju procesi alkoholnog vrenja. Hrani se živim ćelijama kvasca. U prirodnim populacijama, telo joj je žućkasto do svetlosmeđe, a oči ciglaste. Duga je 3–5 mm. Za samo petnaestak dana, na sobnoj temperaturi, odvija se proces potpune metamorfoze: jaje – larva – lutka – odrasla jedinka.
Osim obične, postoji i mnogo drugih vrsta voćnih mušica, ali vinska je daleko najpoznatija, jer se često koristi kao modelni organizam u laboratorijskim istraživanjima, od molekulske do evolucijske genetike.
Među 8.500 jedinki koje su svojevremeno prikupljene iz buradi sa komom ili džibrom za proizvodnju vina i rakije, u 16 naseljenih mesta širom Bosne i Hercegovine, registrovano je šest vrsta roda Drosophila: D. melanogaster, D. busckii, D. funebris, D. hydei, D. immigrans i D. simulans.

## Razviće
Na temperaturi od 20 °C, od polaganja jaja do izletanja odraslih prođe oko 15 dana, a na 25 °C, svega 10 dana. Na temperaturama od 5-6 °C samo stupanja larve traje oko 60 dana, a na 0 °C – proces razvića se zaustavlja. Temperature više od optimalnih, međutim, deluju na sposobnost razmnožavanja. Tako već na 33 °C mužjaci gube plodnost.
Jaja ženka polaže već nakon dva sata iza oplodnje. Svaka ženka prosečno dnevno položi 50-70 belih jaja, maksimalno 500 tokom prvih 10 dana. Kasnije broj dnevno položenih jaja opada, tako da u toku života (najviše 35-40 dana) ženka ih položi do 1.000 jaja. Jaja su mala (duga do 5 mm), ovalna, sa dva filamenta. U vreme polaganja razviće je već u toku.
Larva je u početku bela, a kasnije požuti. Izražena joj je regionalna segmentiranost na glavu (jedan segment), grudi (tri segmenta) i abdomen (8 segmenata). Larva raste, presvlači se tri puta, a pred zakukuljenje doseže dužinu do 5 mm.
Lutka (kukuljica), u početku je žuta, a kasnije dobija smeđu nijansu. Dosegne dužinu do 3–5 mm, a njena silueta podseća na sovu ušaru.
Odrasle jedinke (adulti ili imaga) imaju sve odlike dvokrilaca i dužinu do 5 mm.
- Glavne međuspolne morfološke razlike

- Idiogram hromozomske garniture
- Divlji tip i mutanti D. melanogaster:
U smeru kazaljke na satu: smeđe oči sa crnim telom, cinober oči, sepija oči, vermilion oči, bele oči i divlji tip, sa cigrasto-crvenim očima i žutim telom
- Parenje vinske mušice:
Povećavanjem slike, kod mužjaka uočiti češalj za prihvatanje na prednjem paru nogu
- Jaje
- Larva

## Modelni organizam
Drozofila je jedna od prvih laboratorijskih životinja, koja ispunjava sva poželjna svojstva modelnih organizama:
- generacijsko vreme, tj. period od polaganja jaja do polne zrelosti, na sobnoj temperaturi od oko 220 C, traje oko 14 dana, u poređenju sa čovekom kod koja prosečno efektivno generacijsko vreme traje oko 20 godina, iako realnu polnu zrelost dostiže mnogo ranije.

Svaka ženka vinske mušice, u povoljnim uvetima, može proizvesti par hiljada potomaka. Postoje proračuni da bi potomstvo jednog para vinske mušice, ukoliko bi preživele sve jedinke, svih sukcesivnih generacija, tokom jedne kalendarske godine, pokrilo površinu zemaljske kugle.
Podobnost eksperimentalnog uzgoja vinske mušice je i u:
- lakom održavanju u laboratorijskim uslovima, i
- jednostavnom razlikovanju mužjaka i ženki. Mužjak ima crno polje na leđnoj strani završetka zatka (koji je zaobljen), dok ženka na istoj poziciji ima uske tamne pojase i jače razvijen zadak, sa zašiljenim krajem.
- Pored toga, svi predstavnici roda Drosophila, u diploidnoj hromozomskoj garnituri imaju po osam hromozoma (2n = 8).

U pljuvačnim žlezdama vinske mušice nalaze se neuobičajeno veliki tzv. džinovski ili politeni, hromozomi. Nakon specifičnog bojenja, dobro su vidljivi pod svetlosnim mikroskopom, a naziru se čak i pod običnom lupom. Zbog toga je voćna mušica gotovo idealna za genetička istraživanja, osobito za proučavanje mutacija i interakcije gena. Danas postoji na hiljade prirodnih i laboratorijskih mutanata vinskih mušica. Na primer, mutirana vinska mušica, umesto normalnih krila, može da ima samo patrljke (vestigijalna krila) ili nesimetrična, umesto normalnih krila, tamno telo umesto žuto-smeđeg, i bele oči, ciglaste cinober, „kardinal“ ili smeđe, umesto crveno-ciglastih očiju.
Čarls v. Vudvort se smatra prvim uzgajivačem vinske mušice za potrebe naučnih istraživanja. Time se ozbiljnije počeo baviti Tomas Hant Morgan 1910. godine, a nakon toga praktično celi istraživački vek je proveo istražujući različite aspekte genetike ovog dvokrilca. Za vreme boravka na Univerzitetu Kolumbije, Morgan je uspeo da pokaže kako se geni prenose na hromozomima i da su oni mehanička osnova nasleđivanja. Time je postavio osnove za razvoj moderne genetike, za koje je 1933. dobio Nobelovu nagradu za fiziologiju i medicinu.

## Literatura
- K. Haug-Collet;  . (1999). „Cloning and Characterization of a Potassium-Dependent Sodium/Calcium Exchanger in Drosophila”. J. Cell Biol. 147 (3): 659—70. PMC 2151195 . PMID 10545508. doi:10.1083/jcb.147.3.659.
- Ranganathan, R.;  . (1995). „Signal transduction in Drosophila photoreceptors”. Annu. Rev. Neurosci. 18: 283—317. PMID 7605064. doi:10.1146/annurev.ne.18.030195.001435.
- Adams, Mark D.; Celniker, Susan E.;  . (2000). „The genome sequence of Drosophila melanogaster”. Science. 287 (5461): 2185—95. Bibcode:2000Sci...287.2185.. PMID 10731132. doi:10.1126/science.287.5461.2185.
- Kohler, Robert E. (1994). Lords of the Fly: Drosophila genetics and the experimental life. Chicago: University of Chicago Press. ISBN 978-0-226-45063-6.
- Gilbert S.F. (2000). Developmental Biology. 6th edition. Sunderland (MA): Sinauer Associates; 2000.
- Perrimon N, Bonini NM, Dhillon P (1. 3. 2016). „Fruit flies on the front line: the translational impact of Drosophila”. Disease Models & Mechanisms. 9: 229—31. PMC 4833334 . PMID 26935101. doi:10.1242/dmm.024810.

## Spoljašnje veze
- A quick and simple introduction to Drosophila melanogaster
- FlyBase — A Database of Drosophila Genes & Genomes Архивирано на веб-сајту  (3. новембар 2018)
- NCBI page on Drosophila melanogaster
- The WWW Virtual Library: Drosophila
- The Berkeley Drosophila Genome Project
- FlyMove Архивирано на веб-сајту  (12. април 2021)
- Annual Drosophila Research Conference
- The Interactive Fly — A guide to Drosophila genes and their roles in development
- Make Your Own Fruit Fly Trap
- Drosophila Development
- Illustrates a simple to make non-toxic Vinegar fly trap
- Measurement of Courtship Behavior in Drosophila melanogaster
- Maintenance of a Drosophila Laboratory: General Procedures
- Transcript In Situ Hybridization of Whole-Mount Embryos for Phenotype Analysis of RNAi-Treated Drosophila
- Injection of dsRNA into Drosophila Embryos for RNA Interference (RNAi)
- View the fruitfly genome on Ensembl
- Manchester Fly Facility - for the public Архивирано на веб-сајту  (13. мај 2015) from the University of Manchester
- „A quick and simple introduction to Drosophila melanogaster”. Drosophila Virtual Library.
- "Drosophila Genomics Resource Center" – collects, maintains and distributes Drosophila DNA clones and cell lines.
- "Bloomington Drosophila Stock Center" – collects, maintains and distributes Drosophila melanogaster strains for research
- „FlyBase—A Database of Drosophila Genes & Genomes”. Архивирано из оригинала 03. 11. 2018. г. Приступљено 11. 10. 2016.
- „NCBI Map Viewer – Drosophila melanogaster”.
- „Drosophila Virtual Library”.
- „Drosophila Nomenclature—naming of genes”. Архивирано из оригинала 8. 10. 2011. г.
- The droso4schools website with school-relevant resources about Drosophila
- Part 1 of the "Small fly: BIG impact" educational videos explaining the history and importance of the model organism Drosophila.
- Part 2 of the "Small fly: BIG impact" educational videos explaining how research is carried out in Drosophila.
- "Inside the Fly Lab"—broadcast by WGBH and PBS, in the program series Curious, January 2008.
- "How a Fly Detects Poison" Архивирано 2013-01-13 на сајту —WhyFiles.org article describes how the fruit fly tastes a larva-killing chemical in food.